# 침묵의 대화
침묵의 대화(Dialogue Of Silence)는 한국에서 제작된 김종관 감독의 2006년 영화이다. 권종관 등이 주연으로 출연하였고 김종관 등이 제작에 참여하였다.

## 출연

### 주연
- 권종관
- 권다현

## 제작진
- 조감독: 박주영
- 음향: 표용수
- 동시녹음: 안진성